# Angiolo Vestris
Pour les articles homonymes, voir Vestris.
Angiolo Maria Gasparo Vestris est un danseur franco-italien né à Florence le 19 novembre 1730 et mort à Paris le 10 juin 1809.
Frère cadet de Gaëtan Vestris, il étudie la danse avec Louis Dupré et devient soliste à l'Opéra de Paris en 1753. Il danse ensuite à Stuttgart sous la direction de Noverre et revient à Paris en 1767, où il est engagé comme acteur à la Comédie-Italienne.
En 1766, il avait épousé à Stuttgart l'actrice Rose Gourgaud, fille du comédien Dugazon.